# Руски крст
Руски крст је хришћански крст са 2 пречке, од којих горњи хоризонтална дужи, и доњи дијагонална.
У московски сабори 1654. године, московски патријарх Никон обезбедио је резолуцију о замени осамостепеног православног крста до шестокраког руског православног крста, што је у комбинацији са другим одлукама проузроковало поделу у Руској православној цркви. У 19. веку, руски православни крст се налазио на грбу Херсонске покрајине (Руска империја), која је проглашена за "руски крст". У Руској православној цркви склоност доњег пречника руског православног крста посматра се као пречник вага, од којих је један крај подигнут у вези са покајањем једног пљачкаша који је био раштен поред Исуса Христа. Још један разапет, поред пљачкаша који је преклињао Исусу, означен је крајом доњег пречника, нагнут је надоле.